# روني ديكسون
روني ديكسون (بالإنجليزية: Ronnie Dixon)‏ هو لاعب كرة قدم أمريكية أمريكي، ولد في 10 مايو 1971 في كلينتون في الولايات المتحدة.